# Drummondville Rangers
Drummondville Rangers byl kanadský juniorský klub ledního hokeje, který sídlil v Drummondvillu v provincii Québec. Jednalo se o juniorský tým New Yorku Rangers. V letech 1969–1974 působil v juniorské soutěži Quebec Major Junior Hockey League. Své domácí zápasy odehrával v hale Drummondville Civic Centre s kapacitou 4 000 diváků.
Nejznámější hráči, kteří prošli týmem, byli např.: Marcel Dionne, Jean Hamel, Yvon Lambert, Kevin Morrison nebo Michel Parizeau.

## Přehled ligové účasti
Zdroj: 
- 1969–1970: Quebec Major Junior Hockey League (Východní divize)
- 1970–1973: Quebec Major Junior Hockey League
- 1973–1974: Quebec Major Junior Hockey League (Západní divize)